# Moses Salzman
Moses Salzman, född 21 november 1906 i Stockholm, död 9 oktober 1984 i Sala, var en svensk psykiater. 
Efter studentexamen 1926 blev Salzman medicine kandidat 1929, medicine licentiat 1936, t.f. provinsialläkare i Stöde distrikt 1936, t.f. underläkare vid Långbro sjukhus 1937, andre läkare vid Sankt Sigfrids sjukhus i Växjö 1938, vid Sankta Gertruds sjukhus i Västervik 1938, Sundby sjukhus i Strängnäs 1938–39, e.o. andre läkare Salberga sjukhus i Sala 1939–44, andre läkare vid Umedalens sjukhus i Umeå 1944–49, t.f. förste läkare vid Sidsjöns sjukhus i Sundsvall 1949, förste läkare vid Ulleråkers sjukhus i Uppsala 1949–51 samt var överläkare vid och chef för Salberga sjukhus från 1951. Han var t.f. överinspektör för vården av psykiskt efterblivna 1955–56 och 1960 jämte annan tjänstgöring i Medicinalstyrelsen.